# Ярнатув
Ярнатув (пол. Jarnatów) — село в Польщі, у гміні Любневиці Суленцинського повіту Любуського воєводства.
Населення — 304 особи (2011).
У 1975-1998 роках село належало до Гожовського воєводства.

## Демографія
Демографічна структура станом на 31 березня 2011 року:
|          | Загалом | Допрацездатний вік | Працездатний вік | Постпрацездатний вік |
| -------- | ------- | ------------------ | ---------------- | -------------------- |
| Чоловіки | 153     | 32                 | 109              | 12                   |
| Жінки    | 151     | 24                 | 102              | 25                   |
| Разом    | 304     | 56                 | 211              | 37                   |